# Závrať (film)
Závrať je psychologický film Karla Kachyni natočený podle námětu Jana Procházky. Scénář k filmu vytvořili Jan Procházka a Karel Kachyňa společně. Kameramanem byl Josef Vaniš. 
Film vypráví o prvním milostném vzplanutí sedmnáctileté dívky Boženy k řidiči náklaďáku Gabrielovi. Děj filmu je zasazen do krušnohorské Moldavy.
Postavu mladičké Božky Martinové vytvořila Eva Šolcová a řidiče Gábu hrál Petr Skála.
Film vyrobilo Filmové studio Barrandov. Do kin byl uveden 8. února 1963.

## Obsazení
| Eva Šolcová        | Božka Martinová                                 |
| Petr Skála         | řidič Gabriel zvaný Gába (mluví Karel Hlušička) |
| Oldřich Velen      | geolog Basař                                    |
| Jaroslav Radimecký | hospodský Martin, Božčin otec                   |
| Karel Hospodský    | vedoucí geologů Ing. Pernikl                    |
| Míla Myslíková     | opuštěná žena                                   |
| Jiří Bednář        | četař                                           |
| Petr Dufek         | tanečník                                        |
| Iva Váchová        | tanečnice                                       |
| Jiří Tuček         | svobodník                                       |

## Tvůrci a štáb
- Režie: Karel Kachyňa
- Předloha: Jan Procházka (novela Závrať)
- Scénář Jan Procházka, Karel Kachyňa
- Kamera: Josef Vaniš
- Vedoucí výroby: Antonín Bedřich
- Hudba: Jan Novák
- Nahrál: Filmový symfonický orchestr (řídil František Belfín), Orchestr Gustava Broma
- Stavby: Karel Černý
- Návrhy kostýmů: Lída Novotná
- Zvuk: Jiří Lenoch
- Střih: Jan Chaloupek
- Masky: Milan Jandera

## Návštěvnost
Od své premiéry v únoru 1963 až do 6. dubna 1973, kdy byl vyřazen z distribuce, vidělo film v českých kinech v rámci 4 149 představení celkem 476 405 diváků. V září 1990 byl film v obnovené premiéře znovu uveden do kinodistribuce, kde byl až do konce roku 1992. V součtu s tímto uvedením vidělo film v českých kinech v rámci 4 155 představení celkem 476 532 diváků.